# Sida esperanzae
Sida esperanzae är en malvaväxtart som beskrevs av R. E. Fries. Sida esperanzae ingår i släktet sammetsmalvor, och familjen malvaväxter. Inga underarter finns listade i Catalogue of Life.